# Tarrós
Tarrós ist eine ungarische Gemeinde im Kreis Hegyhát im Komitat Baranya.

## Geografische Lage
Tarrós liegt gut vier Kilometer nordöstlich der Stadt Sásd. Nachbargemeinden sind
Vásárosdombó und Meződ.

## Sehenswürdigkeiten
- Holzskulptur Életfa, erschaffen von Jenő Milkovics
- Weltkriegsdenkmal (I. és II. világháborús emlékkereszt)

## Verkehr
Tarrós ist nur über die Nebenstraße Nr. 65178 zu erreichen. Die nächstgelegenen Bahnhöfe befinden sich in Vásárosdombó und Sásd.